# 제2차 기시 내각 (개조)
제2차 기시 개조내각(일본어: 第2次岸改造内閣)은  기시 노부스케가 제57대 내각총리대신으로 임명되어, 1959년 6월 18일부터 1960년 7월 19일까지 존재한 일본의 내각이다.
신 안보 조약의 비준서를 교환하던 6월 23일에 기시 노부스케가 사의를 표명하면서 7월 15일에 내각이 총사직을 했다.

## 각료
- 내각총리대신 - 기시 노부스케
- 부총리, 행정관리청 장관 - 마스타니 슈지
- 법무대신 - 이노 히로야(참의원 의원)
- 외무대신 - 후지야마 아이이치로
- 대장대신 - 사토 에이사쿠
- 문부대신 - 마쓰다 다케치요
- 후생대신 - 와타나베 요시오
- 농림대신 - 후쿠다 다케오
- 통상산업대신 - 이케다 하야토
- 운수대신 - 나라하시 와타루
- 우정대신 - 우에타케 하루히코(참의원 의원)
- 노동대신 - 마쓰노 라이조
- 건설대신, 수도권정비위원회 위원장, 홋카이도 개발청 장관 - 무라카미 이사무
- 국가공안위원회 위원장 - 이시하라 간이치로(참의원 의원, 겸무)
- 자치청 장관(1960년 7월 1일 폐지) - 이시하라 간이치로(참의원 의원, 겸무)
- 자치대신(1960년 7월 1일 설치) - 이시하라 간이치로(참의원 의원, 겸무)
- 방위청 장관 - 아카기 무네노리
- 경제기획청 장관 - 간노 와타로
- 과학기술청 장관 - 나카소네 야스히로
- 내각관방장관 - 시이나 에쓰사부로
- 총리부 총무장관 - 후쿠다 도쿠야스
  - 내각법제국 장관 - 하야시 슈조
  - 내각관방부장관(정무) - 마쓰모토 슌이치
  - 내각관방부장관(사무) - 오가사 고쇼(1958년 6월 14일 ~ 1959년 6월 9일)
  - 총리부 총무부장관 - 사토 아사오

## 정무 차관
제2차 기시 내각의 정무 차관이 1959년 6월 30일에 퇴임하면서 같은 날에 새로운 정무 차관을 임명했다.
- 법무 정무 차관 - 나카무라 도라타
- 외무 정무 차관 - 고바야시 기누지
- 대장 정무 차관 - 오쿠무라 마타주로·마에다 가즈오
- 문부 정무 차관 - 미야자와 기이치
- 후생 정무 차관 - 나이토 다카시
- 농림 정무 차관 - 고에다 가즈오·오노 이치로
- 통상 산업 정무 차관 - 우치다 쓰네오·하라다 겐
- 운수 정무 차관 - 마에다 이쿠
- 우정 정무 차관 - 사토 도라지로
- 노동 정무 차관 - 아카자와 마사미치
- 건설 정무 차관 - 오사와 유이치
- 행정 관리 정무 차관 – 아라이 교타
- 홋카이도 개발 정무 차관 - 오모리 다마키
- 자치 정무 차관 - 니와 교시로
- 방위 정무 차관 - 오바타 하루카즈
- 경제 기획 정무 차관 - 오카베 도쿠조
- 과학 기술 정무 차관 – 요코야마 후쿠

## 참고 문헌
- 하타 이쿠히코 편 《일본 관료제 종합 사전 : 1868 ~ 2000》(도쿄 대학 출판회, 2001년)